# Партизанські Сопки
Партиза́нські Со́пки (рос. Партизанские Сопки) — селище у складі Амурського району Хабаровського краю, Росія. Входить до складу Литовського сільського поселення.

## Населення
Населення — 5 осіб (2010; 29 у 2002).
Національний склад (станом на 2002 рік):
- росіяни — 97 %